# César du meilleur court métrage d'animation
Le César du meilleur court-métrage d'animation est une récompense cinématographique française décernée par l'Académie des arts et techniques du cinéma de 1977 à 1990. Confondue avec le César du meilleur film d'animation de 2011 à 2013, cette récompense est de nouveau décernée à part entière depuis 2014.

## Palmarès

### Années 1970
- 1977 : Un comédien sans paradoxe de Robert Lapoujade
  - Bactéries nos amies de Michel Boschet
  - Déjeuner du matin de Patrick Bokanowski
  - L'Empreinte de Jacques Cardon
  - Oiseau de nuit de Bernard Palacios
  - La Rosette arrosée de Paul Dopff
- 1978 : Rêve de Peter Foldes
  - Fracture de Paul et Gaëtan Brizzi
  - Kubrik à brac de Dominique Rocher
  - La Nichée de Gérard Collin
  - Mordillissimo de Roger Beaurin
- 1979 : La Traversée de l'Atlantique à la rame de Jean-François Laguionie
  - L'Anatomiste d'Yves Brangoleau
  - Le Phénomène de Paul Dopff

### Années 1980
- 1980 : Demain la petite fille sera en retard à l'école de Michel Boschet
  - Barbe Bleue d'Olivier Gillon
  - Les Troubles fête de Bernard Palacios
- 1981 : Le Manège de Marc Caro et Jean-Pierre Jeunet
  - Le Réveil de Jean-Christophe Villard
  - Les Trois Inventeurs de Michel Ocelot
- 1982 : La Tendresse du maudit de Jean-Manuel Costa
  - L'Échelle d'Alain Ughetto
  - Trois thèmes d'Alexandre Alexeïeff
- 1983 : La Légende du pauvre bossu de Michel Ocelot
  - Chronique 1909 de Paul et Gaëtan Brizzi
  - Sans Préavis de Michel Gauthier
- 1984 : Le Voyage d'Orphée de Jean-Manuel Costa
  - Au-delà de minuit de Pierre Barletta
  - Le Sang de Jacques Rouxel
- 1985 : La Boule d'Alain Ughetto
  - L'Invité de Guy Jacques
  - Ra de Thierry Barthes et Pierre Jamin
- 1986 : L'Enfant de la haute mer de Patrick Deniau
  - La campagne est si belle de Michel Gauthier
  - Contes crépusculaires d'Yves Charnay
- 1988 : Le Petit Cirque de toutes les couleurs de Jacques-Rémy Girerd
  - Transatlantique de Bruce Krebs
- 1989 : L'Escalier chimérique de Daniel Guyonnet
  - Le Travail du fer de Celia Canning et Néry Catineau
  - La Princesse des diamants de Michel Ocelot

### Années 1990
- 1990 : Le Porte-plume de Marie-Christine Perrodin
  - Sculpture, sculptures de Jean-Loup Felicioli

### Années 2010

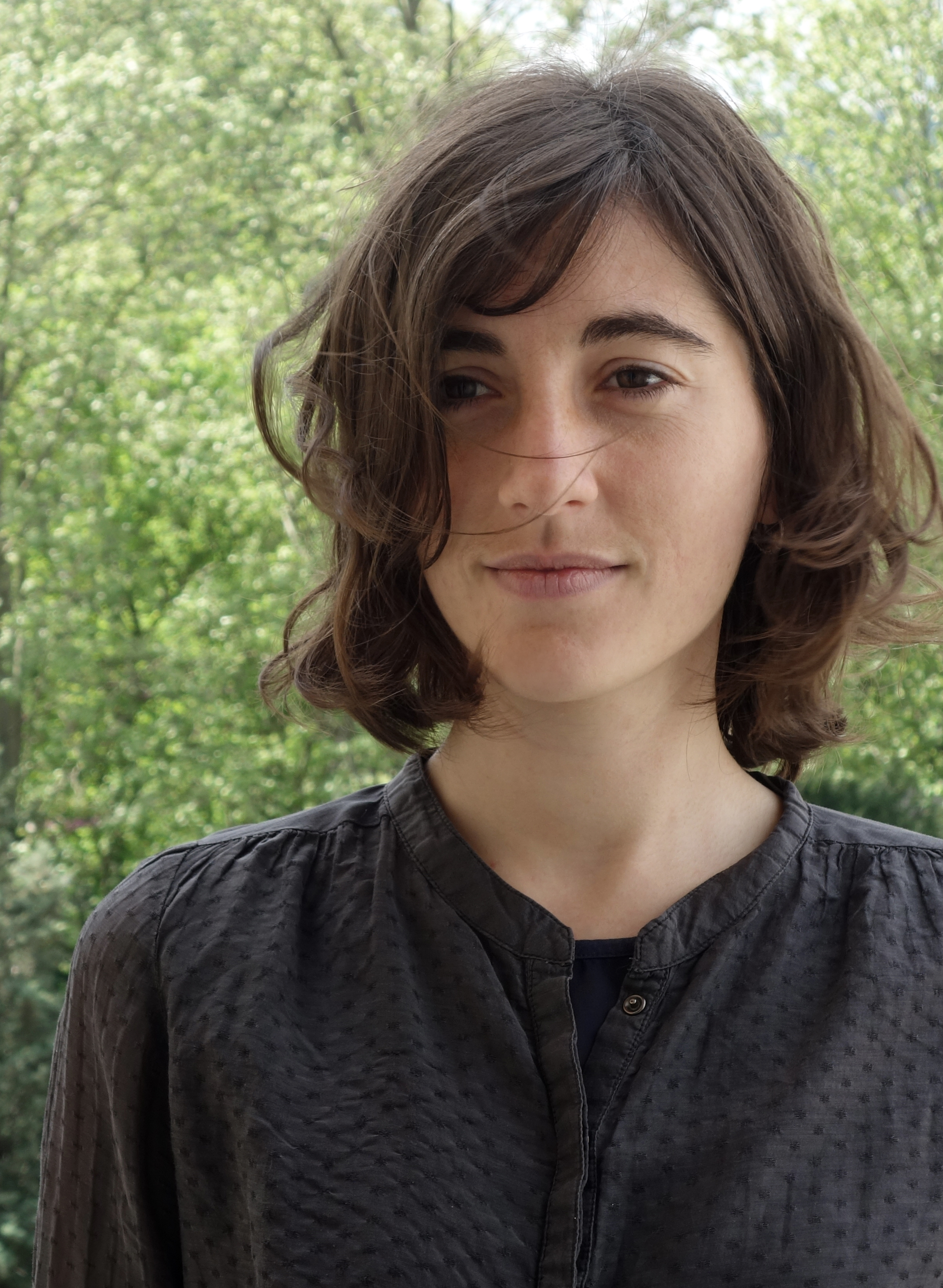
Lauréat 2018 : Pépé le morse de Lucrèce Andreae

- 2014 : Mademoiselle Kiki et les Montparnos de Amélie Harrault
  - Lettres de femmes de Augusto Zavonello
- 2015 : Les Petits Cailloux de Chloé Mazlo
  - Bang Bang ! de Julien Bisaro
  - La Bûche de Noël de Vincent Patar et Stéphane Aubier
  - La Petite Casserole d'Anatole d'Eric Montchaud
- 2016 : Le Repas dominical de Céline Devaux
  - La Nuit américaine d'Angélique de Pierre-Emmanuel Lyet et Joris Clerté
  - Sous tes doigts de Marie-Christine Courtès
  - Tigres à la queue leu leu de Benoît Chieux
- 2017 : Celui qui a deux âmes de Fabrice Luang-Vija
  - Café froid de François Leroy et Stéphanie Lansaque
  - Journal animé de Donato Sansone
  - Peripheria de David Coquard-Dassault
- 2018 : Pépé le morse de Lucrèce Andreae
  - Le futur sera chauve de Paul Cabon
  - I Want Pluto to Be a Planet Again de Marie Amachoukeli et Vladimir Mavounia-Kouka
  - Le Jardin de minuit de Benoît Chieux
- 2019 : Vilaine Fille (Kötü Kız) d'Ayce Kartal (tr)
  - Au cœur des ombres de Mónica Santos et Alice Guimarães
  - La Mort, père et fils de Denis Walgenwitz et Winshluss
  - Raymonde ou l'évasion verticale de Sarah Van Den Boom

### Années 2020
- 2020 : La Nuit des sacs plastiques de Gabriel Harel
  - Ce magnifique gâteau ! de Marc James Roels et Emma de Swaef
  - Je sors acheter des cigarettes d'Osman Cerfon
  - Make It Soul de Jean-Charles Mbotti Malolo
- 2021 : L'Heure de l'ours d'Agnès Patron
  - Bach-Hông d'Elsa Duhamel
  - L'Odyssée de Choum de Julien Bisaro
  - La Tête dans les orties de Paul Cabon
- 2022 : Folie douce, folie dure de Marine Laclotte
  - Empty Places de Geoffroy de Crécy
  - Le monde en soi de Sandrine Stoïanov et Jean-Charles Finck
  - Précieux de Paul Mas
- 2023 : La Vie sexuelle de mamie d'Urska Djukic et Émilie Pigeard
  - Câline de Margot Reumont
  - Noir-Soleil de Marie Larrivé
- 2024 : Été 96 de Mathilde Bédouet
  - Drôles d'oiseaux de Charlie Belin
  - La Forêt de mademoiselle Tang de Denis Do
- 2025 : Beurk ! de Loïc Espuche
  - GiGi de Cynthia Calvi 
  - Papillon de Florence Miailhe